# 1674 en science
| Années de la science : 1671 - 1672 - 1673 - 1674 - 1675 - 1676 - 1677    |
| Décennies de la science : 1640 - 1650 - 1660 - 1670 - 1680 - 1690 - 1700 |

Cet article présente les faits marquants de l'année 1674 en science.

## Événements

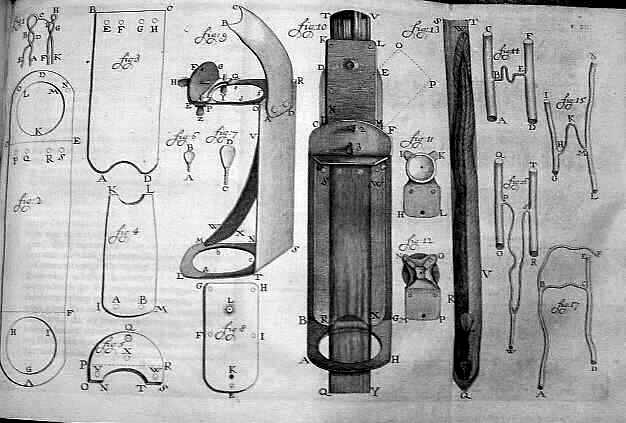
microscope de Van Leeuwenhoek par Henry Baker

- 16 mai : le verrier anglais George Ravenscroft obtient un privilège royal pour la fabrication de cristal. Il met au point les premiers verres flint[1].
- 7 septembre : Antoni van Leeuwenhoek décrit dans une lettre de « très petits animalcules » tirés des eaux boueuses du lac de Berkel (infusoires)[2] ; c'est première observation au microscope de micro-organismes[3].

- Le phosphore est isolé par Jean Kunckel[4].

## Publications
- Thomas Willis : Pharmaceutice rationalis.
- Pierre Perrault, De l’origine des fontaines, Paris, Pierre Le Petit, 1674 (présentation en ligne)

## Naissances
- 30 mars : Jethro Tull (mort en 1741), agronome britannique.
- 23 juin : Jérôme Jean Pestalozzi (mort en 1742), médecin français.
- 17 juillet : Isaac Watts (mort en 1748), hymnographe, poète, théologien et logicien britannique.
- 22 juillet : Jacob Leupold (mort en 1727), mathématicien, physicien, ingénieur allemand.
- 20 septembre : Eustachio Manfredi (mort en 1739), mathématicien, astronome et poète italien.

## Décès
- 26 février : Jean Pecquet (né en 1622), anatomiste français qui a découvert le canal thoracique.
- 18 avril : John Graunt (né en 1620), statisticien et l'un des premiers démographes britannique.

- Bernard Frénicle de Bessy, mathématicien français.